# Simulium hirtipannus
Simulium hirtipannus är en tvåvingeart som beskrevs av Puri 1932. Simulium hirtipannus ingår i släktet Simulium och familjen knott. Inga underarter finns listade i Catalogue of Life.